# Carbopol
Carbopol é um nome comercial de um tipo de carbômero, família de polímeros hidrossolúveis utilizados para estabilizar emulsões e dar viscosidade a soluções.
É utilizado como matéria-prima na indústria de cosméticos para fabricaçao de produtos em gel. Quando adicionado ao peróxido de carbamida, em produtos para clareamento dental, tem como finalidade prolongar a liberação de oxigênio. É um polímero acrílico utilizado como formador de gel e com ação espessante.